# Spellbound (álbum de Judy Collins)
Spellbound es el vigesimonoveno álbum de estudio por la cantante estadounidense Judy Collins, publicado el 25 de febrero de 2022 por Cleopatra Records. Este es el primer álbum de Collins en contener material completamente original.

## Recepción de la crítica
En Metacritic, Spellbound obtuvo un puntaje promedio de 67 sobre 100, basado en 4 críticas, lo cual indica “críticas generalmente favorable”. Justin Cober-Lake de PopMatters escribió: “Seis décadas después de una reconocida carrera en la música folk, Judy Collins demuestra que la magia siempre sorprende en su último álbum Spellbound”.

## Lista de canciones
Todas las canciones escritas y compuestas por Judy Collins. 
| Lista de canciones de Spellbound |                                 |          |  |
| N.º                              | Título                          | Duración |  |
| 1.                               | «Spellbound»                    | 3:37     |  |
| 2.                               | «Grand Canyon»                  | 3:36     |  |
| 3.                               | «So Alive»                      | 4:56     |  |
| 4.                               | «Hell on Wheels»                | 3:03     |  |
| 5.                               | «Shipwrecked Mariner»           | 3:59     |  |
| 6.                               | «When I Was a Girl in Colorado» | 5:00     |  |
| 7.                               | «Thomas Merton»                 | 4:47     |  |
| 8.                               | «Wild with Mist»                | 3:15     |  |
| 9.                               | «Gilded Rooms»                  | 5:03     |  |
| 10.                              | «Prairie Dream»                 | 5:09     |  |
| 11.                              | «City of Awakening»             | 3:26     |  |
| 12.                              | «Arizona»                       | 5:57     |  |

## Posicionamiento
| Gráficas (2022)                                    | Pico de posición |
| -------------------------------------------------- | ---------------- |
| Estados Unidos (Billboard Top Current Album Sales) | 60               |